# Austla
Koordinaten: 58° 17′ N, 21° 52′ O

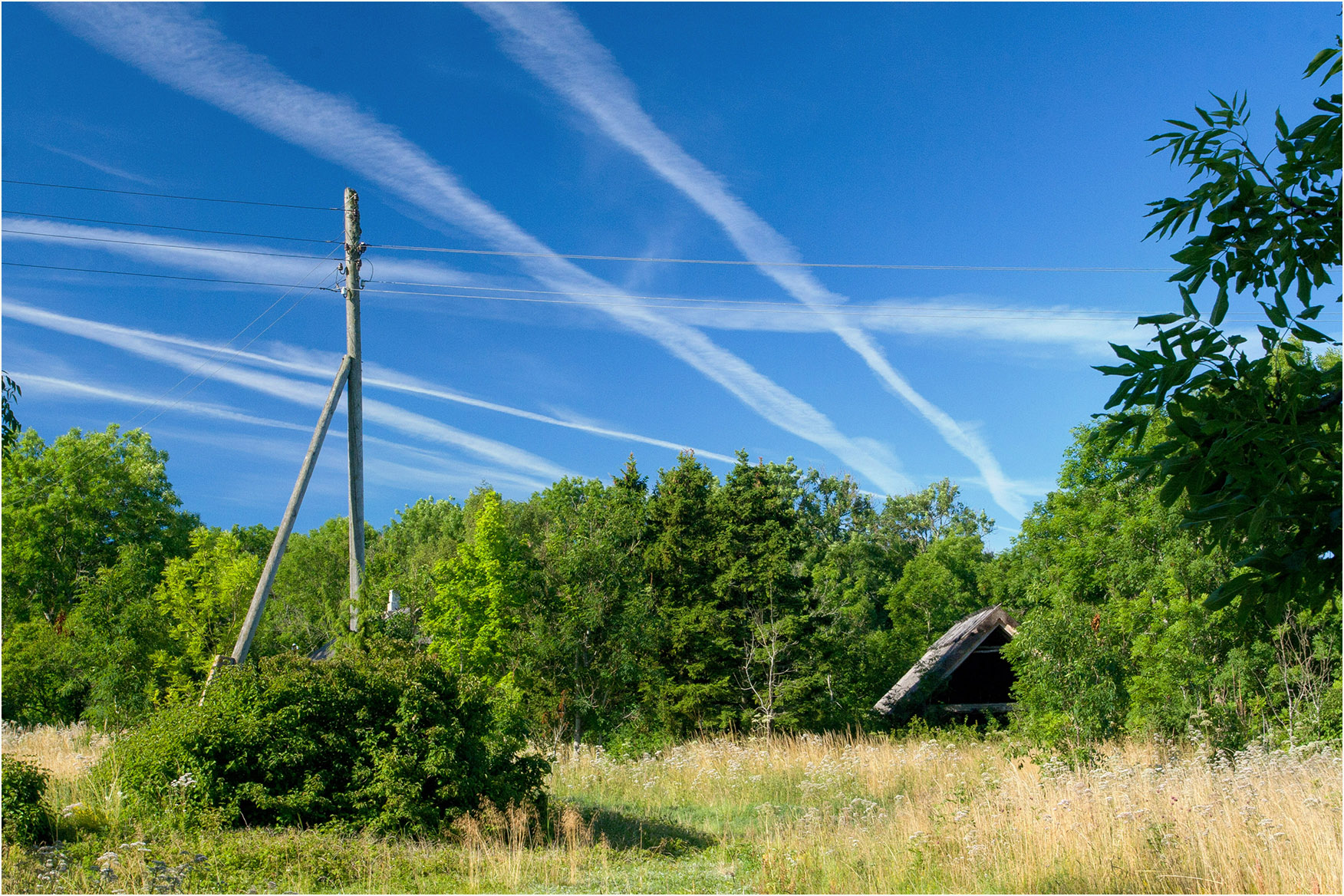
Himmel über Austla

Austla (deutsch Haustla) ist ein Dorf (estnisch küla) auf der größten estnischen Insel Saaremaa. Es gehört zur Landgemeinde Saaremaa (bis 2017: Landgemeinde Lääne-Saare) im Kreis Saare.

## Einwohnerschaft und Lage
Das Dorf an der Westküste von Saaremaa hat vier Einwohner (Stand 1. Januar 2016). Seine Fläche beträgt 4,19 km².
Die Entfernung zur Inselhauptstadt Kuressaare beträgt 35 Kilometer. Etwa zwei Kilometer nordwestlich des Dorfkerns liegt die Steilküste Soeginina pank. Sie bietet einen weiten Blick über die Ostsee.
Etwa 100 Meter östlich des Ortes liegen die Seen Niidijärv und Tammijärv.